# Polychrotidae
Polychrotidae (đôi khi còn gọi là Polychridae) là một họ thằn lằn dạng nhông (Iguania). Như định nghĩa hiện tại họ này chỉ chứa 1 chi còn loài sinh tồn là Polychrus (nói chung trong tiếng Anh gọi là bush anole – nghĩa là thằn lằn biến màu bụi rậm) và một chi đã tuyệt chủng là Afairiguana.
Họ này từng có thời bao gồm toàn bộ các loài thằn lằn biến màu (anole), bao gồm cả các loài trong chi Anolis nghĩa rộng (hiện tại được xếp trong họ Dactyloidae). Tuy nhiên, các nghiên cứu gần đây về các mối quan hệ tiến hóa của thằn lằn biến màu châu Mỹ dựa trên các thông tin phân tử cho thấy Polychrus không có quan hệ họ hàng gần với Anolis, và vì thế nó cũng thể là một phần của họ Dactyloidae.

## Đặc trưng
Các loài thằn lằn trong họ này là thằn lằn có kích thước tương đối nhỏ và thân thanh mảnh, nói chung có màu xanh lục hoặc nâu. Các ngón chân có màng bám ở mặt dưới và rộng bản. Các con đực của phần lớn các loài có một túi yếm bằng da có thể nở to hoặc xẹp xuống nhờ chuyển động của xương móng, được sử dụng để đe dọa kẻ thù hoặc để ve vãn con cái trong mùa sinh sản. Nhưng có một vài loài có túi yếm bị tiêu giảm, có thể phát ra âm thanh và sử dụng trong giao tiếp nội loài. Tất cả đều là động vật ăn côn trùng.

## Hệ thống học
Ban đầu Polychrus cùng Anolis và một vài chi khác từng được xếp trong phân họ Polychrotinae của họ Kỳ nhông (Iguanidae) nghĩa rộng. Năm 1989, Frost và Etheridge nâng cấp phân họ lên thành họ, gọi là Polychridae. Năm 2001, cũng chính các tác giả này tham gia vào một nghiên cứu về phân loại nội bộ của họ Polychrotidae và họ đã tách 6 chi trong nhánh Leiosaurini ra để thành lập họ mới là Leiosauridae, vì thế khi đó họ này chỉ còn 2 chi là Polychrus và Anolis, bao gồm khoảng 350 loài đã biết khi đó. Vào cuối năm 2012, chi Anolis được gán vào họ Dactyloidae, vì thế Polychrus là chi duy nhất còn lại trong họ đơn chi Polychrotidae.